# Krasnogorsk (Filmkamera)

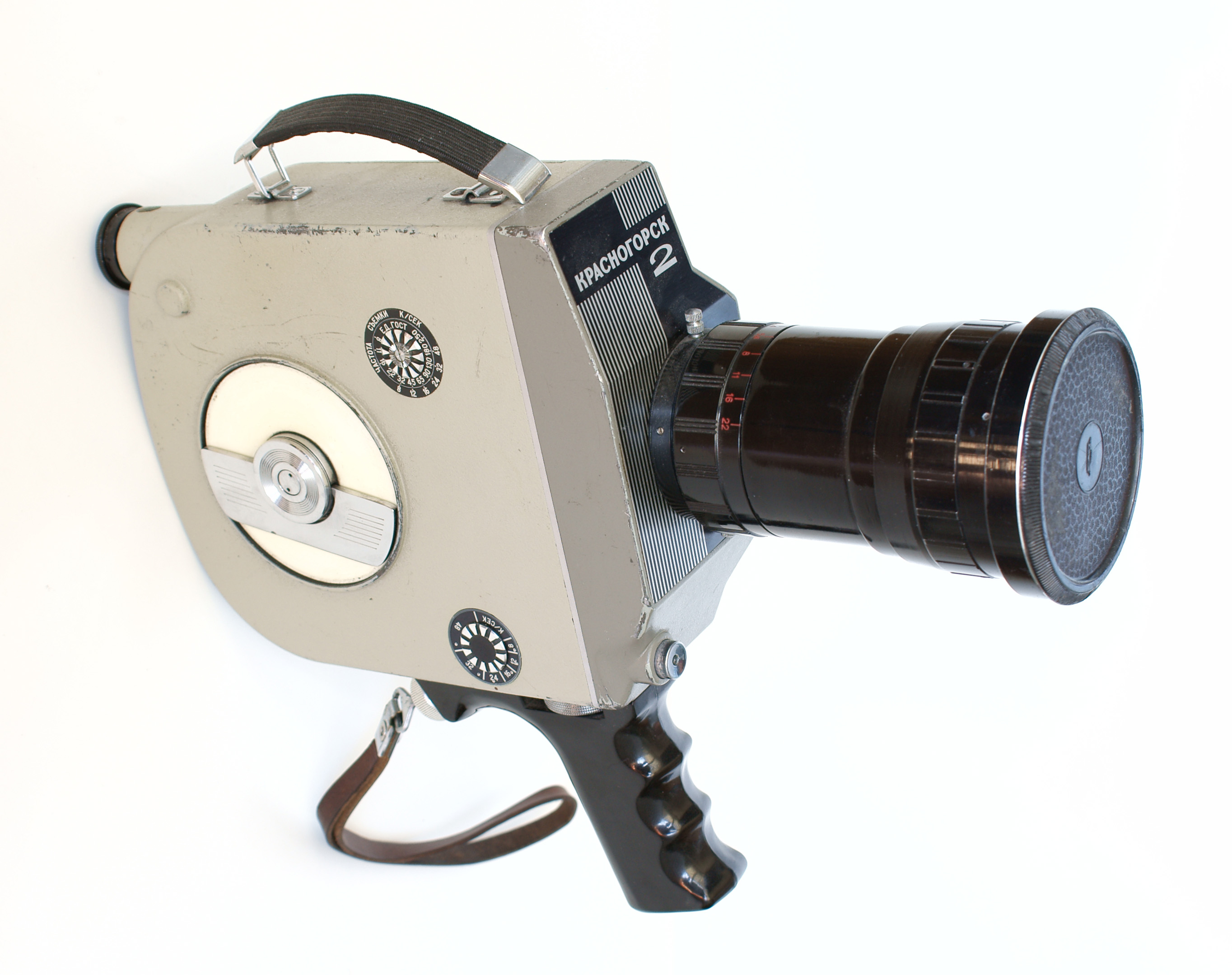
Krasnogorsk-2

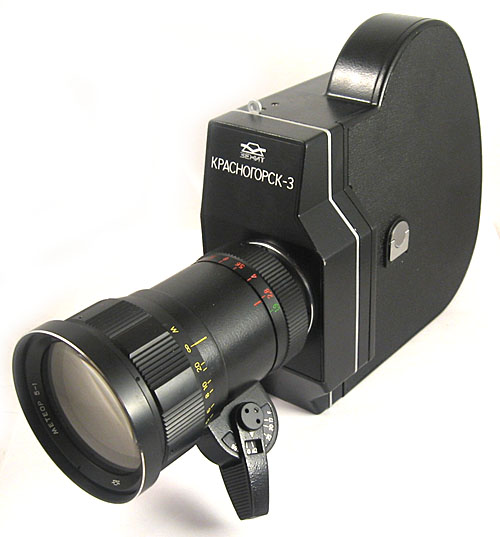
Krasnogorsk-3

Krasnogorsk ist eine Serie von Filmkameras für 16-mm-Film, die in der Sowjetunion bei KMZ von 1967 bis 1991 in großen Stückzahlen produziert wurden. Typische Konstruktionsmerkmale der Krasnogorsk-Serie sind Federwerksantrieb, TTL-Belichtungsmessung sowie eine einfache und robuste Konstruktion.

## Modelle und Verbreitung
Bei weitem die größte Verbreitung fand die von 1971 bis 1989 produzierte Krasnogorsk-3, die in der Schmalfilmszene heute häufig mit der gesamten Kamerareihe identifiziert wird. Sie verfügt über ein lichtstarkes Zoomobjektiv und ein Filmmagazin für 30,5-m-Filmrollen. 
KMZ hat die K-3 in unterschiedlichen Ausführungen hergestellt. Einerseits mit dem russischen Objektivbajonett, welches auch bei der K-1 und K-2 Verwendung fand, und später mit dem M-42-Schraubgewinde, welches die Verwendung diverser M-42-Objektive aus der Kleinbildfotografie ermöglichte. Der Vorteil dessen liegt vor allem für Besitzer einer auf Super 16 mm umgebauten K-3 auf der Hand, da man mit dem mitgelieferten Meteor-5-1-Varioobjektiv erst ab 25 mm das gesamte Feld des Super-16-Bildes ausfüllen kann und somit auf Weitwinkelaufnahmen verzichten müsste. Um gegenläufigen Gerüchten vorzubeugen, sei hier noch einmal klargestellt, dass alle Kleinbildobjektive in der Lage sind, das gesamte 16-mm- und Super-16-mm-Bild auszuleuchten. Hersteller von M-42-Objektiven sind unter anderem Pentax, Carl Zeiss Jena, Zenit und andere.  
Das Federwerk ist im Geschwindigkeitsbereich von acht bis 48 Bildern/Sekunde regulierbar und erlaubt bei den üblichen 24 Bildern/Sekunde eine Aufnahmedauer von etwa 25 Sekunden. Daneben verfügt die Kamera über eine Einzelbildschaltung, die sie im Trickfilmbereich beliebt gemacht hat.
Krasnogorsk-Filmkameras sind in der Schmalfilmszene heute vor allem bei Amateuren recht beliebt, da sie einen vergleichsweise günstigen Einstieg in die 16-mm-Technik erlauben. Es existiert eine große Zubehörpalette und eine rege Nutzergemeinde. Zu den Krasnogorsk-Nutzern gehörten unter anderem Spike Lee (in Get on the Bus von 1979) sowie Krzysztof Kieślowski, in dessen Film Der Filmamateur von 1979 die Krasnogorsk-3 prominent vorkommt. Ebenso wurden Musikvideos mit Krasnogorsk-Kameras produziert, etwa für die Spin Doctors und Suicidal Tendencies.